# علم المناخ

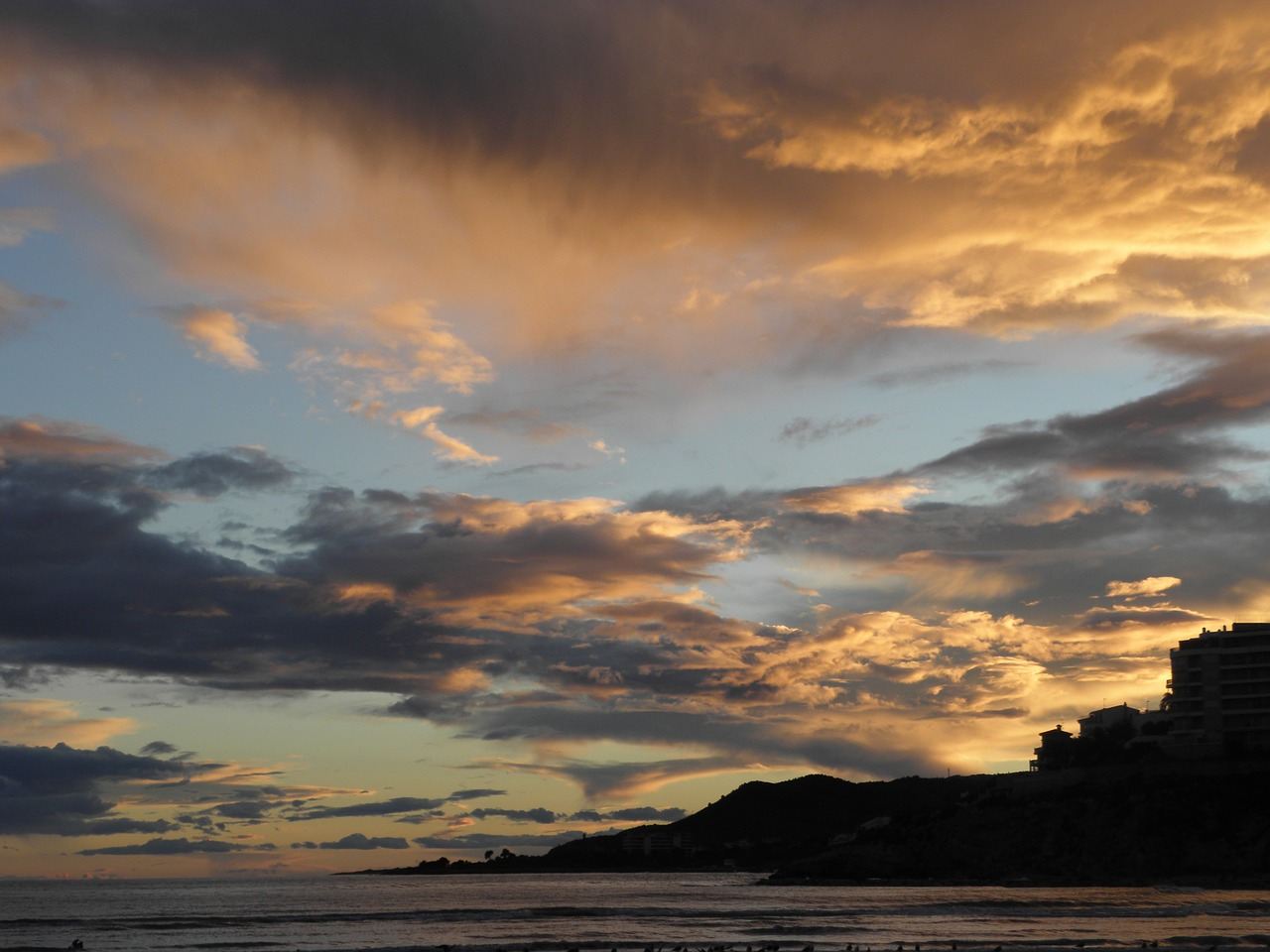
علم المناخ

علم المُناخ هو الدراسة العلمية للمناخ، وهو ما يُعرّف علميًا بأحوال الطقس عبر فترة من الزمن. يُعتبر هذا المجال الحديث للدراسة أحد فروع علوم الغلاف الجوي وحقلَا فرعيًا من الجغرافيا الفيزيائية، وهي أحد علوم الأرض. يشمل علم المناخ حاليًا جوانب علم المحيطات والكيمياء الجغرافية الحيوية.
تشمل الأساليب الأساسية التي يعتمد عليها علماء المناخ تحليل الأرصاد ونمذجة القوانين الفيزيائية التي تحدد المناخ. تُعتبر دراسة تنوع المناخ وآليات التغيرات المناخية والتغير المناخي الحديث من الموضوعات البحثية الأساسية. يمكن استخدام المعرفة الأساسية بالمناخ في التنبؤ بالطقس على المدى القصير، على سبيل المثال في الدورات المناخية مثل إل نينو- التذبذب الجنوبي (ENSO)، وتذبذب مادن جوليان (MJO)، وتذبذب شمال المحيط الأطلسي (NAO)، وتذبذب القطب الشمالي (AO)، والتذبذب العقدي للمحيط الهادئ (PDO)، والتذبذب بين العقدي للمحيط الهادئ  (IPO).
تُستخدم النماذج المناخية في العديد من الأغراض بدءًا من دراسة حركيات نظام الطقس والمناخ وحتى توقعات المناخ المستقبلي. يُعرف الطقس بأنه حالة الغلاف الجوي عبر فترة من الزمن، بينما يتعامل المناخ مع حالة الغلاف الجوي عبر فترة ممتدة أو غير محددة من الزمن. 

## التاريخ
بدأ اليونانيون دراسة المناخ بشكل رسمي؛ في حقيقة الأمر اشتُقت كلمت مناخ في اللغة الإنجليزية climate من كلمة klima اليونانية، وتعني «ميل»، وتشير إلى انحدار أو ميل محور الأرض. كما يُزعم، فقد كان عن الهواء والماء والأماكن النص الكلاسيكي المتعلق بالمناخ الأكثر تأثيرًا، وكتبه أبقراط قرابة عام 400 قبل الحقبة العامة. علق هذا العمل على صحة الإنسان والاختلافات الثقافية بين آسيا وأوروبا. بقيت تلك الفكرة التي تذكر أن المناخ يتحكم في ما تتقنه البلاد اعتمادًا على مناخهم، أو ما يُعرف بالحتمية المناخية، سائدة عبر التاريخ. استنتج العالم الصيني شين كيو (1031–1095) أن المناخات تحولت عبر فترة زمنية كبيرة، بعد فحص الخيزران المتحجر الذي وُجد تحت الأرض بالقرب من يانتشو (يانان بمقاطعة شنشي حاليًا)، وهي منطقة ذات مناخ جاف لا يناسب نمو الخيزران. 
سمح اختراع الترمومتر والبارومتر خلال الثورة العلمية على الحفظ المنظم للسجلات، الذي بدأ منذ عام 1640 في إنجلترا. شمل باحثو المناخ الأوائل إدموند هالي، الذي نشر خريطة الرياح التجارية في عام 1686 بعد رحلته إلى نصف الكرة الجنوبي. رسم بنجامين فرانكلين (1706–1790) لأول مرة خريطة لمسار تيار الخليج لاستخدامها في إرسال البريد من الولايات المتحدة إلى أوروبا. اخترع فرانسيس غالتون (1822–1911) مصطلح الإعصار العكسي. أسس هيلموت لاندسبيرغ (1906–1985) لاستخدام التحليل الإحصائي في علم المناخ، ما أدى إلى تطوره إلى علم فيزيائي.
في بداية القرن العشرين، ركّز علم المناخ في المقام الأول على وصف المناخات الإقليمية. كان علم المناخ الوصفي بشكل أساسي علمًا تطبيقيًا، إذ قدم للمزارعين وغيرهم من البشر المهتمين إحصاءات تخص ما كان عليه الطقس المعتاد وما فرصة وقوع أحداث متطرفة. للقيام بذلك، كان على علماء المناخ تحديد مناخ طبيعي، أو متوسط للطقس وحدود قصوى للطقس عبر فترة عادة ما تبلغ 30 عامًا. 
بالقرب من منتصف القرن العشرين، اعتبرت العديد من الفرضيات في علم الأرصاد الجوية وعلم المناخ أن المناخ يكاد يكون ثابتًا. بينما عرف العلماء بشأن المناخ في الماضي مثل العصور الجليدية، كان مبدأ المناخ غير المتغير مفيدًا في تطوير نظرية عامة لما يحدد المناخ. بدأ ذلك في التغير خلال العقود التالية، وبينما بدأ تاريخ علم التغير المناخي قبل ذلك، لم يصبح التغير المناخي أحد الموضوعات السائدة للدراسة بواسطة علماء المناخ سوى منذ السبعينيات. 

## الحقول الفرعية
تدرس الحقول الفرعية المتنوعة لعلم المناخ جوانب مختلفة من المناخ. هناك تصنيفات مختلفة في مجالات علم المناخ. على سبيل المثال تحدد الجمعية الأمريكية للأرصاد الجوية علم المناخ الوصفي وعلم المناخ العلمي وعلم المناخ التطبيقي بصفتها التصنيفات الفرعية لعلم المناخ، وهو تصنيف يستند إلى تعقيد وغرض البحث العلمي. يطبق علماء المناخ التطبيقيون خبراتهم في صناعات مختلفة مثل التصنيع والزراعة. 
يهدف علم المناخ القديم نحو إعادة تأسيس وفهم المناخات القديمة عن طريق فحص السجلات مثل العينات اللبية الجليدية وحلقات الأشجار (علم المناخ الشجري). يستخدم علم المناخ القديم تلك السجلات ذاتها للمساعدة على معرفة تردد الأعاصير عبر الألفيات. علم المناخ التاريخي هو دراسة المناخ وارتباطه بتاريخ البشر وبالتالي يركز فقط على فترة من الماضي تمتد لبضع آلاف من السنين.
يهتم علم مناخ الطبقة الحدودية بالتغيرات في الماء والطاقة وكمية الحركة بالقرب من السطح. الحقول الفرعية المحددة لاحقًا هي علم المناخ الفيزيائي وعلم المناخ الديناميكي وعلم مناخ الأعاصير وعلم المناخ الإقليمي وعلم المناخ الأحيائي وعلم المناخ التطبيقي وعلم المناخ الإجمالي. تُقسم دراسة دورة الماء على مقياس زمني كبير (علم المناخ المائي) إلى الحقول الفرعية لعلم مناخ الثلج وعلم مناخ البرَد.